# Thymus zygis subsp. zygis
Thymus zygis subsp. zygis é uma subespécie de planta com flor pertencente à família Lamiaceae. 
A autoridade científica da subespécie é Loefl. ex L..

## Portugal
Trata-se de uma subespécie presente no território português, nomeadamente em Portugal Continental.
Em termos de naturalidade é endémica da Península Ibérica.

## Protecção
Não se encontra protegida por legislação portuguesa ou da Comunidade Europeia.